# TMM-6
Der TMM-6 (russisch ТММ-6, тяжёлый механизированный мост 6, auf Deutsch: „schwere mechanisierte Brücke 6“) ist ein militärisches Schnellbrückensystem aus russischer Produktion und konzeptionell mit dem Wesen von Brückenlegepanzern vergleichbar. Allerdings werden beim TMM-6-System ausschließlich geländegängige Radfahrzeuge verwendet.

## Entwicklungsgeschichte
Mitte der 1990er-Jahre begann der russische Rüstungshersteller Omsktransmasch in Eigeninitiative die Entwicklung eines modernen Schnellbrückenlegesystems, das die veralteten Gerätschaften aus der Zeit der Sowjetunion zeitnah ersetzen sollte. Folglich kam es zur Entwicklung des MTU-90 auf Kettenfahrgestell und des TMM-6 auf Basis des MZKT-7930 „Astrolog“, ein schwerer 8×8-LKW des belarussischen Herstellers Minski Sawod Koljosnych Tjagatschei. Seit der Serienreife im Jahr 1999 wird der TMM-6 nur in geringer Stückzahl von der russischen Armee verwendet und auch Exporte sind bis dato nicht bekannt.

## Technik
Anders als beim älteren sowjetischen Brückenlegesystem TMM-3, bei welchem vier gleiche Fahrzeuge zu einer kompletten Brücke gehörten, besteht ein Satz TMM-6 aus zwei Brückenlegefahrzeugen und aus vier Transportfahrzeugen mit demnach insgesamt sechs Brücken. Das Transportfahrzeug ist ein LKW mit Tandemanhänger, auf welchem die zusammengefalteten und zusammengeschobenen Brückenteile abgelegt sind. Die Zugmaschine ist ein geländegängiger LKW vom Typ Ural-4320 mit drei Achsen.
Das Verlegefahrzeug basiert auf dem MZKT-7930, das für den Transport und für das Verlegen der Brücke konzipiert wurde. Der hydraulisch angetriebene Verlegemechanismus kann entweder an einer Bedienstation am Heck des Fahrzeuges oder per Fernbedienung gesteuert werden. Die vollständig entfaltete Brücke hat eine Länge von 17 m, die Höhe der Abstützpfeiler kann zwischen 1,5 und 5,0 m eingestellt werden. Ist ein kompletter Satz aus sechs 17-Meter-Einzelbrücken vollendet, so resultiert eine Gesamtbrückenlänge von 102 Metern. Der Aufbauvorgang dauert etwa 50 Minuten. Die Übersetzkonstruktion ist bis 60 Tonnen für Gleisketten- und Radfahrzeuge zugelassen. 400 Fahrzeuge sollen pro Stunde mit einer Geschwindigkeit von bis zu 30 km/h die Schnellbrücke überqueren können.

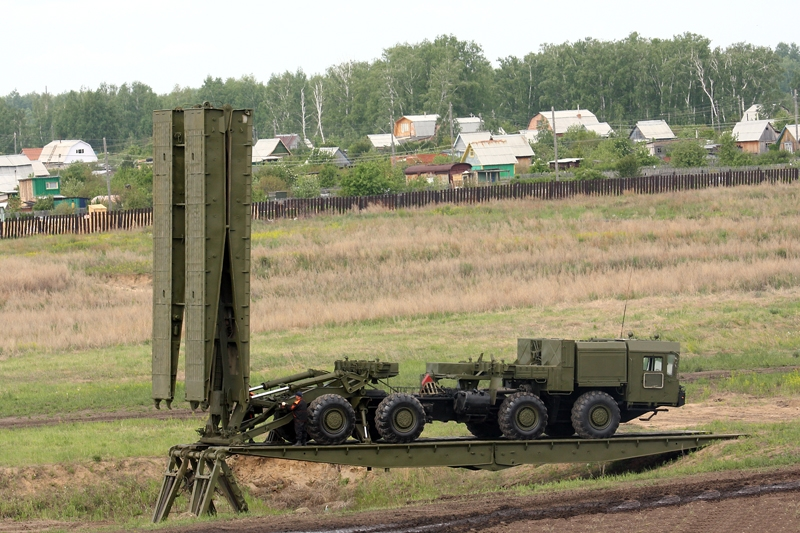
Ein halb entfaltetes 17-m-Segment …

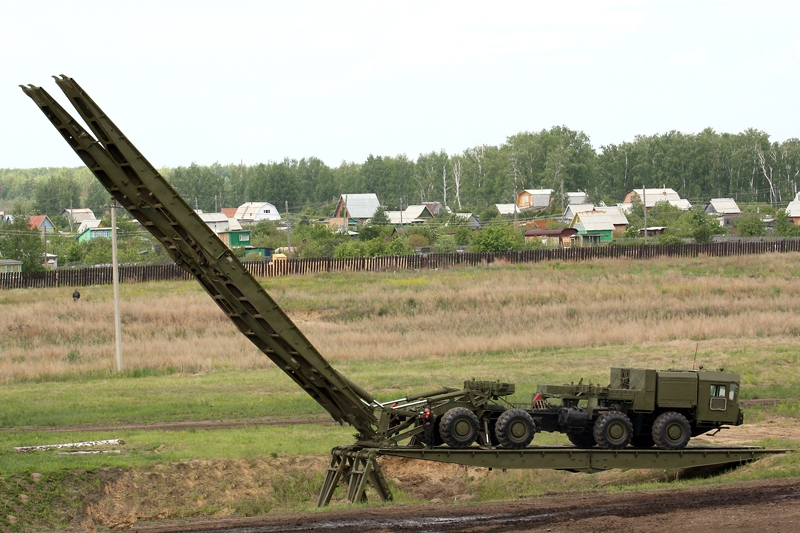
… und ein voll entfaltetes 17-m-Segment während des Auslegens mithilfe der Hydraulik des MZKT-7930

Quelle der Daten
|                                         | Fahrzeug            | Kompletter Satz             |
| --------------------------------------- | ------------------- | --------------------------- |
| Besatzung                               | 2 Mann              | 12 Mann                     |
| Brückenlänge                            | 17 m (ein Segment)  | 102 m (sechs Segmente)      |
| Brückenbreite                           | 3,8 m               | 3,8 m                       |
| Spurbreite                              | 1,5 m               | 1,5 m                       |
| Tragfähigkeit der Brücke                | 60 Tonnen           | 60 Tonnen                   |
| Höhe der Brücke                         | 5 Meter (maximal)   | 5 Meter (maximal)           |
| Zeit zum Verlegen                       | 5 min (ein Segment) | ca. 50 min (sechs Segmente) |
| Maximale Geschwindigkeit auf der Brücke | 20 bis 30 km/h      | 20 bis 30 km/h              |

## Varianten
- TMM-5: Vorserienmodell auf Basis eines MAZ-543-Fahrgestells. Nur Prototypen.[2]
- TMM-6: Variante für die Serienproduktion unter Verwendung des MZKT-7930-Chassis.
- MTU-90: Panzerschnellbrücke basierend auf dem Chassis des T-90A.